# Ice on Fire
Ice on Fire è il diciannovesimo album in studio del cantante britannico Elton John, pubblicato il 4 novembre 1985.

## Descrizione
Il disco fu registrato ai Sol Studios (Berkshire, Regno Unito). È ricco di collaborazioni con diversi musicisti (ad esempio, Roger Taylor e John Deacon, rispettivamente batterista e bassista dei Queen, suonano nel brano Too Young). La produzione è opera di Gus Dudgeon (per la prima volta dai tempi di Blue Moves), che nella prima metà degli anni Settanta aveva contribuito alla consacrazione di Elton come indiscussa superstar; lo storico produttore strizza però l'occhio al synth-pop (molto in voga negli anni Ottanta) e alla new wave e i risultati sono deludenti, anche perché Elton comincia a fare un uso sempre più massiccio di alcool e droghe. La critica giudica Ice on Fire come uno dei lavori peggiori mai prodotti da Elton John; anche il pubblico statunitense sembra non gradire l'album (#48), mentre in patria esso raggiunge addirittura una #3, aiutato dal brano Nikita (singolo di enorme successo in tutta Europa). Gli altri estratti dall'LP sono Cry to Heaven e Wrap Her Up (duetto con George Michael).
Nel 1992 Ice on Fire è stato pubblicato in CD dalla Geffen Records e dalla MCA Records: come unica traccia bonus, fu inserito il singolo Act of War, duetto con Millie Jackson passato praticamente inosservato. Comunque, già la stampa originale su CD del 1985 aveva Act of war come brano aggiunto. Nel 1998, l'album venne ripubblicato in CD: questa ristampa rimasterizzata includeva ben quattro tracce bonus. La prima era The Man Who Never Died, brano dedicato a John Lennon (come il precedente Empty Garden (Hey Hey Johnny), dell'album Jump Up!); la seconda una versione live di Restless, eseguita al Wembley Stadium nel corso del Breaking Hearts Tour, volto a promuovere l'omonimo album del 1984; la terza una versione live di Sorry Seems To Be The Hardest Word, eseguita nel maggio del 1977 (e non nel 1984, come erroneamente accreditato sulla copertina; quest'ultima versione è disponibile come B-side del 7" di Nikita); la quarta una versione live di I'm Still Standing, eseguita, come Restless, al Wembley Stadium nel 1984. Inoltre, il brano Satellite presenta un'estesa intro alternativa già nella versione in CD del 1985.

## Tracce
Testi e musiche di Elton John e Bernie Taupin, eccetto dove indicato.
1. This Town – 3:55
2. Cry to Heaven – 4:15
3. Soul Glove – 3:31
4. Nikita – 5:43
5. Too Young – 5:13
6. Wrap Her Up – 6:21 (Elton John, Davey Johnstone, Fred Mandel, Charlie Morgan, Bernie Taupin, Paul Westwood)
7. Satellite – 4:37
8. Tell Me What the Papers Say – 3:40
9. Candy by the Pound – 3:56
10. Shoot Down the Moon – 5:00

### Tracce bonus (ristampa del 1992) - solo su CD
1. Act of War (feat. Millie Jackson)

### Tracce bonus (ristampa del 1998)
1. The Man Who Never Died (Elton John)
2. Restless (Live 1984)
3. Sorry Seems to Be the Hardest Word (Live 1984)
4. I'm Still Standing (Live 1984)

## B-side
| Brano                                                                               | Formato                                    |
| ----------------------------------------------------------------------------------- | ------------------------------------------ |
| "Act of War (Part 2)"                                                               | Act of War 7" (UK) / 12" (US)              |
| "Act of War (Part 3)"                                                               | Act of War 12" (US/UK)                     |
| "Act of War (Part 4)"                                                               | Act of War 12" (US/UK)                     |
| "Act of War (Part 5)"                                                               | Act of War 7" (UK) / 12" (UK)              |
| "Act of War (Part 6)"                                                               | Act of War 12" (UK)                        |
| "The Man Who Never Died"                                                            | Nikita 7" / 12" (UK) / Wrap Her Up 7" (US) |
| "Restless (Live 1984)"                                                              | Wrap Her Up 7" / 12" (UK) / Nikita 7" (US) |
| "Too Low for Zero (Live 1984)"                                                      | Wrap Her Up 7" (UK)                        |
| "Sorry Seems to be the Hardest Word (Live 1984)"                                    | Nikita 12" (UK)                            |
| "I'm Still Standing (Live 1984)"                                                    | Nikita 12" (UK)                            |
| "Wrap Her Up (Club Mix)"                                                            | Wrap Her Up 12" (UK)                       |
| "Wrap Her Up (Extended Mix)"                                                        | Wrap Her Up 12" (UK)                       |
| "Whole Lotta Shakin' Going On/I Saw Her Standing There/Twist And Shout (Live 1984)" | Cry to Heaven 7" (double) / 12" (UK)       |
| "Your Song (Live 1984)"                                                             | Cry to Heaven 7" (double) (UK)             |

## Formazione
- Elton John: voce, pianoforte, sintetizzatore
- Charlie Morgan: batteria
- John Deacon: basso
- Fred Mandel: chitarra elettrica, tastiera
- Pino Palladino: basso
- Nik Kershaw: chitarra elettrica
- Gus Dudgeon: batteria, programmazione, batteria elettronica
- Paul Westwood: basso
- Davey Johnstone: chitarra, cori
- Mel Gaynor: batteria
- David Paton: basso
- Dave Mattacks: batteria, rullante
- Roger Taylor: batteria
- Frank Ricotti: percussioni, vibrafono
- Deon Estus: basso
- Alan Carvell, Katie Kissoon, Pete Wingfield: cori